# 太田鉄太郎
太田 鉄太郎（鐵太郎、おおた てつたろう、1883年（明治16年）4月5日 - 1958年（昭和33年）9月30日）は、日本の農業経営者、政治家。衆議院議員、北海道上川郡名寄町長。

## 経歴
山形県東田川郡東栄村（現:鶴岡市）で太田豊治の長男として生まれる。1900年5月、父と共に北海道天塩国上川郡上名寄村字名寄太に入植し開墾に従事。
学務委員、上名寄村会議員、名寄町会議員、北海道会議員、名寄町長、名寄町農業会長、北海道農業会理事、名寄信用購買販売生産組合理事、名寄信託商事取締役、北海道澱粉統制組合理事長、日本澱粉統制 (株) 監事などを務めた。
1946年4月の第22回衆議院議員総選挙で北海道第二区から出馬して当選。国民協同党政調会内閣部長となり、衆議院議員を一期務めた。